# Calliostoma aculeatum
Calliostoma aculeatum là một loài ốc biển nước sâu cỡ trung bình, là động vật thân mềm chân bụng sống ở biển thuộc họ Calliostomatidae.

## Miêu tả
The shell is conical, with straight spire outlines, và six whorls. The external shell coloration is light brown, with darker brown irregular flecks. The shell height is up to 16 mm, và the width is up to 15 mm.

## Phân bố
This species lives in Philippines. Nó được tìm thấy ở đảo Aliguay, Mindanao. It lives at depths of khoảng 100 m on muddy sand bottoms.

## Hình ảnh

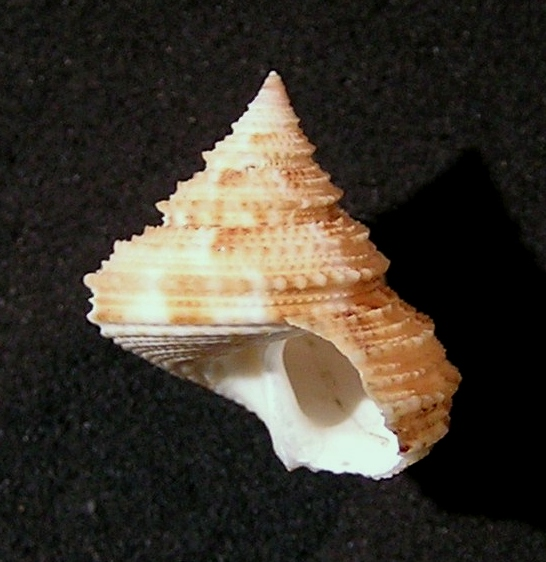
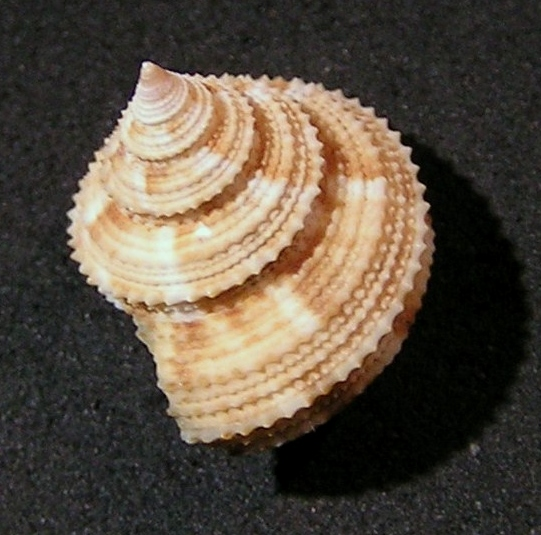
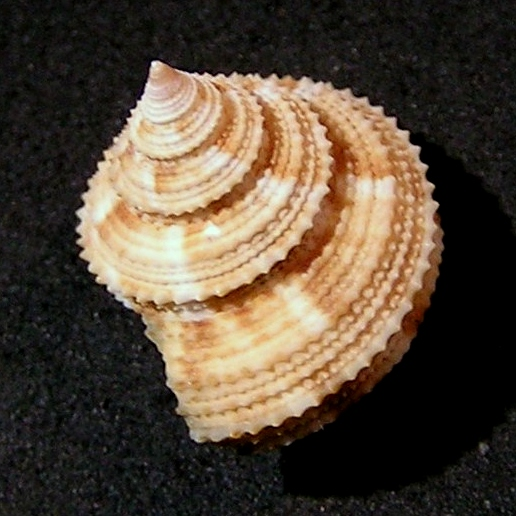